# Campeonato de Irlanda de Rugby 2018-19
El Campeonato de Rugby de Irlanda (oficialmente All-Ireland League) de 2018-19 fue la vigésimo novena edición del principal torneo de rugby de la Isla de Irlanda, el torneo que agrupa a equipos tanto de la República de Irlanda como los de Irlanda del Norte.

## Sistema de disputa
Cada equipo disputó encuentros frente a cada uno de los rivales de local y de visita, totalizando 18 partidos cada uno.
Luego de la fase regular los cuatro mejores clasificados disputaran una semifinal enfrentándose el primer clasificado frente al cuarto y el segundo frente al tercero.
El equipo que al terminar en el último puesto desciende directamente a la segunda división, mientras que el penúltimo disputará la promoción frente al subcampeón de la segunda división.
Puntuación
Para ordenar a los equipos en la tabla de posiciones se los puntuará según los resultados obtenidos.
- 4 puntos por victoria.
- 2 puntos por empate.
- 0 puntos por derrota.
- 1 punto bonus por ganar haciendo 3 o más tries que el rival.
- 1 punto bonus por perder por siete o menos puntos de diferencia.

## Clasificación
| Pos. | Equipo            | Encuentros | Encuentros | Encuentros | Encuentros | Tantos | Tantos | Tantos | PB | PB | Puntos |
| Pos. | Equipo            | PJ         | PG         | PE         | PP         | F      | C      | Dif    | BO | BD | Puntos |
| ---- | ----------------- | ---------- | ---------- | ---------- | ---------- | ------ | ------ | ------ | -- | -- | ------ |
| 1.º  | Cork Constitution | 18         | 15         | 0          | 3          | 495    | 269    | +226   | 12 | 1  | 73     |
| 2.º  | Clontarf          | 18         | 13         | 0          | 5          | 442    | 295    | +147   | 7  | 3  | 62     |
| 3.º  | Lansdowne         | 18         | 12         | 0          | 6          | 534    | 400    | +134   | 10 | 2  | 60     |
| 4.º  | Dublin University | 18         | 11         | 1          | 6          | 432    | 402    | +30    | 8  | 2  | 56     |
| 5.º  | Garryowen         | 18         | 9          | 0          | 9          | 352    | 432    | -80    | 4  | 2  | 42     |
| 6.º  | UCD               | 18         | 5          | 3          | 10         | 376    | 455    | -79    | 7  | 3  | 36     |
| 7.º  | Young Munster     | 18         | 5          | 1          | 12         | 341    | 397    | -56    | 6  | 7  | 35     |
| 8.º  | Terenure College  | 18         | 7          | 0          | 11         | 327    | 440    | -113   | 4  | 3  | 35     |
| 9.º  | UCC               | 18         | 5          | 1          | 12         | 379    | 447    | -68    | 5  | 6  | 33     |
| 10.º | Shannon           | 18         | 5          | 0          | 13         | 316    | 457    | -141   | 4  | 4  | 27     |

## Fase final

### Semifinales
| 28 de abril de 2019 | Cork Constitution | 23 - 3 | Dublin University |  |  |

| 27 de abril de 2019 | Clontarf | 23 - 15 | Lansdowne |  |  |

### Final
| 5 de mayo de 2019 | Cork Constitution | 25 - 13 | Clontarf |  |  |

| Bandera de Irlanda        |
| Campeón Cork Constitution |
| Sexto título              |

### Promoción
| 5 de mayo de 2019 | UCC | 41 - 19 | Old Wesley |  |  |

- UCC mantiene la categoría la próxima temporada.